# Île Grien
L'île Grien est une île de la Limmat, sur le territoire de Dietikon dans le canton de Zurich.